# Incendio en el Área de Conservación Regional Cordillera Escalera
El incendio en el Área de Conservación Regional Cordillera Escalera fue un incendio forestal ocurrido el 13 de octubre de 2023 en el departamento de San Martín, Perú. El siniestro afectó especialmente la zona alta del Área de Conservación Regional Cordillera Escalera (ACR-CE), localizada en el sector El Mirador, kilómetro 18 de la carretera Tarapoto – Yurimaguas, en la provincia de San Martín. Según reportes oficiales, el fuego consumió alrededor de 40 hectáreas de bosque, principalmente primario, generando daños significativos en la biodiversidad local y movilizando a diversas instituciones públicas y organizaciones civiles para su control.

## Antecedentes

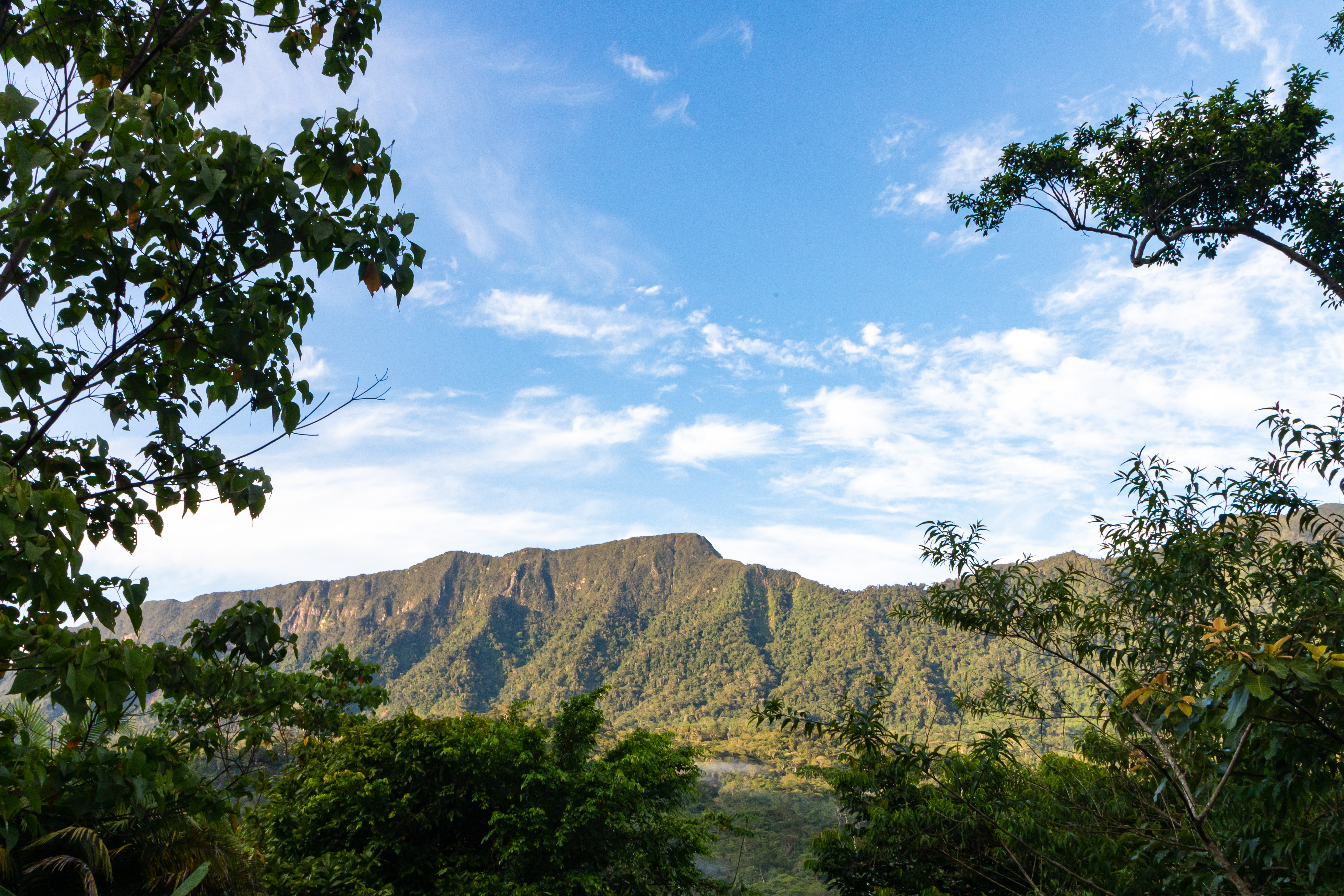
Área de conservación regional Cordillera Escalera

El Área de Conservación Regional Cordillera Escalera es una zona protegida establecida en 2005 con el objetivo de conservar los ecosistemas de selva alta y media, los cuales albergan una rica biodiversidad y son fuente de agua para más de 250 mil personas en la región San Martín. Esta área provee servicios ecosistémicos claves, incluyendo la regulación hídrica, la conservación del suelo y la captura de carbono.
Pese a su importancia ecológica, el ACR-CE enfrenta presiones constantes por actividades humanas como la expansión agrícola, las quemas no controladas y la deforestación. En los últimos años, la región San Martín ha registrado un incremento en la frecuencia de incendios forestales durante la temporada seca, agravados por condiciones climáticas extremas y la acumulación de material vegetal seco.

## Desarrollo
El incendio en la Cordillera Escalera se inició el 13 de octubre de 2023 y se extendió por varios días. Las llamas afectaron especialmente zonas de bosque primario en la parte alta del cerro Escalera, una de las áreas más biodiversas del ACR. El fuego alcanzó un nivel de Código 4, considerado de alta peligrosidad, según el Centro de Operaciones de Emergencia Regional (COER) de San Martín.
El avance del fuego fue impulsado por las altas temperaturas, la acumulación de material seco y la pendiente pronunciada del terreno, lo que dificultó las labores de control. Brigadas forestales del Gobierno Regional de San Martín, personal del Servicio Nacional de Áreas Naturales Protegidas por el Estado (SERNANP), miembros de la Fuerza Aérea del Perú (FAP), bomberos, miembros del Ejército, de la Policía Nacional y voluntarios de organizaciones civiles participaron en la contención del incendio.
Con el fin de detener y extinguir el fuego, los equipos emplearon palas, machetes, motosierras y otros instrumentos para cavar zanjas que impidan su propagación. Las brigadas accedieron a zonas de difícil tránsito, que obstaculizó las acciones de mitigación.

## Impacto
El incendio afectó cerca de 40 hectáreas, incluyendo áreas de bosque primario y zonas de amortiguamiento con alta concentración de flora y fauna silvestre. El daño ambiental incluyó la pérdida de cobertura vegetal, alteración de hábitats, riesgo para especies endémicas, y posible afectación a nacientes de agua y procesos ecológicos clave en la región.

## Reacciones
Las autoridades regionales y ambientales calificaron el hecho como un llamado urgente a reforzar las estrategias de prevención y monitoreo de incendios forestales. El Gobierno Regional de San Martín activó su protocolo de emergencia, y se reforzó la cooperación interinstitucional para atender este tipo de desastres.
Se destacaron el rol de los voluntarios, quienes acudieron espontáneamente a brindar apoyo logístico y en campo. También se enfatizó la necesidad de fortalecer las capacidades de respuesta comunitaria y de implementar sistemas de alerta temprana más eficaces.

## Reforestación y recuperación
Posteriormente, se implementaron acciones de restauración ecológica. El Proyecto Especial Huallaga Central y Bajo Mayo (PEHCBM) del Gobierno Regional lideró jornadas de reforestación en las zonas afectadas, involucrando a estudiantes, servidores públicos y colectivos ambientales.